# Alepia santacruz
Alepia santacruz – gatunek muchówki z rodziny ćmiankowatych.
Gatunek ten opisany został w 2011 roku przez J. Ježka, F. Le Ponta, E. Martineza i S. Mollinedo na podstawie dwóch samców odłowionych w miejscowości Organo, na szczycie Serrania de Santiago.
Ćmiankowaty ten ma niestykające się oczy, nagie czoło i czołową płytkę przyszwową o złożonej, trójwymiarowej budowie. Minimalna odległość między oczami sięga około średnicy omatidium. Długości kolejnych członów głaszczków szczękowych mają się do siebie jak 1:2:2:2,5. Skrzydła mają długość od 2,9 do 3 mm, są wąskie, nakrapiane, pośrodku przyciemnione. Narządy rozrodcze o bardzo skomplikowanej budowie zespołu edeagusa. Tunika go nakrywająca jest tylko w dwóch małych obszarach w części końcowej owłosiona i nieco wklęśnięta w przekroju horyzontalnym. Gonostylus jest rozwidlony: długi, zwężający się wyrostek jest kanciasto zgięty w około ¼ długości od nasady, natomiast drugi wyrostek jest krótki, na końcu poszerzony i opatrzony trzema ząbkami. Zakończenie zespołu edeagusa w widoku grzbietowym zwęża się ku dwóm wierzchołkom.
Owad znany wyłącznie z prowincji Chiquitos w boliwijskim departamencie Santa Cruz.